# Videogame Rating Council
De Videogame Rating Council (afgekort VRC) was een initiatief van Sega in 1993 om alle Amerikaanse releases voor de Sega Genesis, Sega Game Gear en Sega CD te classificeren. Deze classificaties werden als beide makkelijk en verwarrend gevonden. Dit laatste omdat er geen details naast de classificaties stonden en Sega geen toelichting gaf.
Na een jaar, in 1994, besloot de Amerikaanse videospelindustrie om voor hun classificaties de onafhankelijke Entertainment Software Rating Board te gebruiken. De classificaties van spellen tussen 1993-1994 zijn nog steeds deze zoals voorgeschreven door de Videogame Rating Council.

## Classificaties
| Pictogram            | Naam                   | Uitleg |
| -------------------- | ---------------------- | --- |
| General Audiences    | General Audiences      | Geschikt voor iedereen. —- Er is geen vertoon van bloed of grafische geweld. Geen godslastering, geen seksuele thema's en er wordt geen gebruik van drugs of alcohol gemaakt.                                      |
| Mature Audiences >13 | Mature Audiences (>13) | Ouderlijk oordeel wordt geadviseerd. — Het spel is geschikt voor een publiek vanaf dertien jaar oud. Het spel kan bloed bevatten en meer grafisch geweld vertonen dan een "GA"-geclassificeerd-spel.               |
| Mature Audiences >17 | Mature Audiences (>17) | Ongeschikt voor minderjarigen. — Het spel is geschikt voor een publiek vanaf zeventien jaar oud. Spellen kunnen veel bloed, grafisch geweld, seksuele thema's, godslastering, drugs en/of alcoholgebruik bevatten. |
| Niet van toepassing  | Not Yet Rated          | Deze classificatie verscheen alleen in reclame en gaf aan dat het spel nog niet was beoordeeld door de VRC. |